# Ånge (comune)
Ånge è un comune svedese di 10 096 abitanti, situato nella contea di Västernorrland. Il suo capoluogo è la cittadina omonima.

## Località
Nel territorio comunale sono comprese le seguenti aree urbane (tätort):
- Alby
- Ånge
- Fränsta
- Ljungaverk
- Östavall
- Torpshammar

## Amministrazione

### Gemellaggi
- Malvik
- Oravais
- Ogre
- Beng